# Санкт-Петербургская и Тверская епархия
Санкт-Петербургская и Тверская епархия — епархия Русской православной старообрядческой церкви на территории Санкт-Петербурга, Ленинградской, Новгородской, Смоленской, Брянской, Тверской, Псковской областей, а также Белоруссии и стран Балтии.
Кафедральный храм — церковь Покрова Пресвятыя Богородицы (Санкт-Петербург).

## История

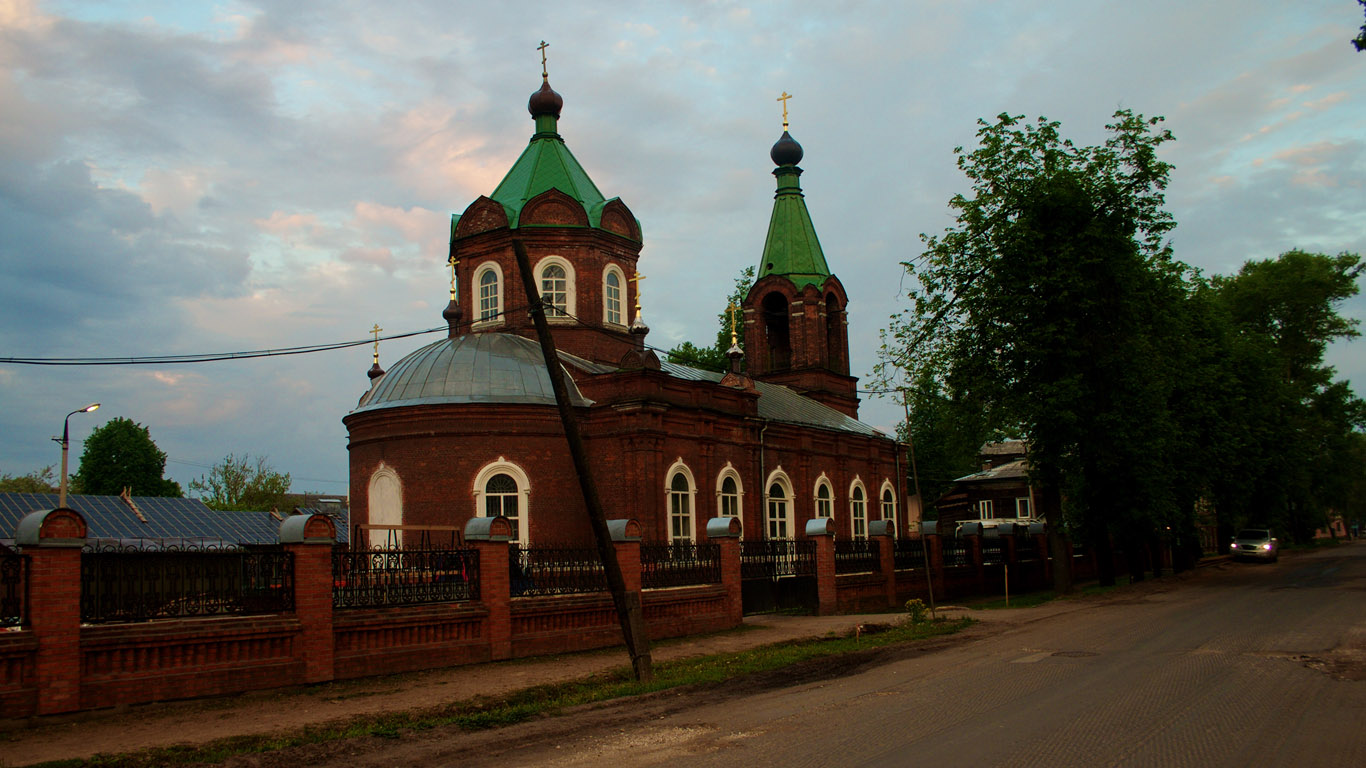
Покровская церковь во Ржеве

Петербургская епархия учреждена Постановлением Освященнаго Собора от 21 августа 1901 года. В её состав вошли Санкт-Петербургская, Тверская, Псковская, Новгородская, Витебская и все прибалтийские губернии.
Включала в себя территорию Петербургской, Тверской, Псковской, Новгородской и Витебская губерний. Громовское кладбище стало официальной резиденцией епископов.
Занять Петроградскую кафедру предлагали епископу Уральскому Арсению (Швецову), однако он отказался. В итоге, в декабре 1903 года епископом Петроградским был избран священник Василий Бажанов. 9 апреля 1904 года состоялось его рукоположение, но уже 14 марта 1906 года он скончался.
23 апреля 1908 году во Ржеве, Тверской губернии, состоялась закладка старообрядческого храма во имя Покрова Пресвятыя Богородицы.
28-29 июля 1911 года в Петербурге состоялся 1 епархиальный съезд старообрядцев Петроградско-Тверской епархии.
11 марта 1912 года во епископа Петроградско-Тверского хиротонисан епископ Геронтий (Лакомкин). Во время его управления епархией было построено 14 храмов (из них семь каменных; в частности, в 1915 им был освящён только что построенный кафедральный Покровский собор на Громовском кладбище, архитектор Н. Г. Мартьянов), кроме того, были переустроены и отремонтированы три храма. В Псковской губернии епископом Геронтием был основан монастырь. Много внимания уделял образованию, открывал духовные школы и училища, в том числе при старообрядческих храмах. Его трудами было учреждено 16 училищ в различных приходах Петроградско-Тверской и Костромской епархий.
30 мая 1912 года состоялся второй епархиальный съезд Петроградско-Тверской епархии.
11—13 июня 1913 года состоялся 3-й епархиальный съезд Петроградско-Тверской епархии.
В августе 1915 года Освященный Собор в Москве принимает решение расширить Петроградско-Тверскую епархию, добавив к ней Олонецкую губернию.

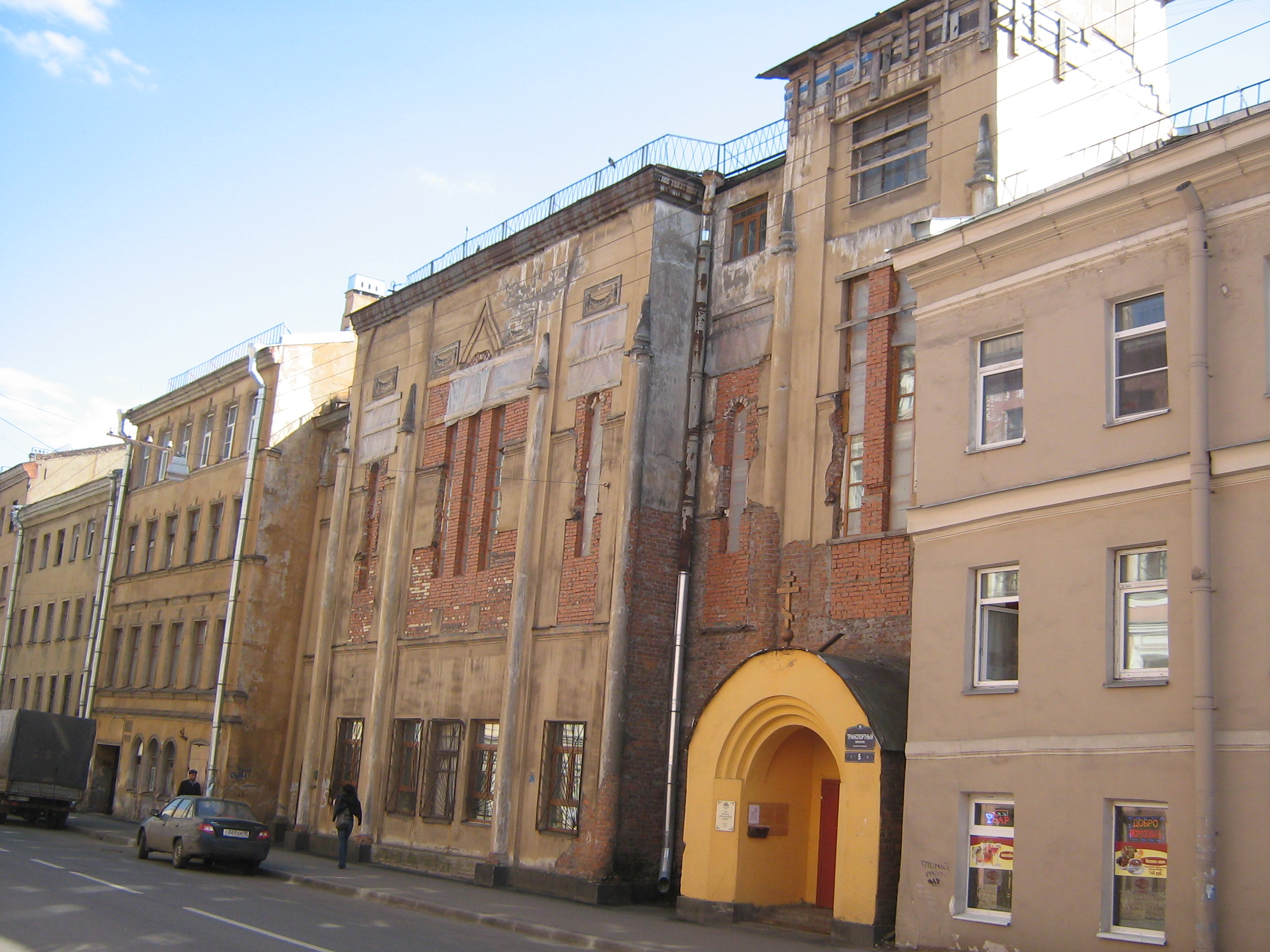
Церковь Лиговской общины в 2012 году

В 1917 году построен храм Лиговской старообрядческой общины по проекту архитектора П. П. Павлова по адресу Моховой переулок д. 5 (ныне Транспортный переулок).
В 1922 году в Ленинграде закрыт храм Лиговской общины.
В 1924 году по настоянию властей разобрана Успенская церковь на Громовском кладбище.
В 1928 году закрыт храм на Глазовой улице (ныне — улица Константина Заслонова).
В ночь с 13 на 14 апреля 1932 года агенты ОГПУ нанесли страшный удар по старообрядцам Ленинграда, подвергнув тем или иным формам репрессий более 160 человек: всё духовенство Епархиального центра Белокриницкого согласия в Ленинграде, в том числе епископа Геронтия (Лакомкина), большинство певчих, постоянных прихожан храмов Громовского старообрядческого кладбища, а также почти всех членов братства имени протопопа Аввакума, в которое, помимо старообрядцев Белокриницкого согласия, входили единоверцы. В эту ночь началось следствие по делу «Всероссийского союза старообрядческих братств» (уже давно не существовавшего) и «Ленинградского братства имени протопопа Аввакума», по которому прошло в качестве обвиняемых 67 человек. Все они были приговорены 22 и 28 ноября 1932 года Особым совещанием Коллегии ОГПУ к различным срокам заключения в лагерь или ссылки. В том же году Покровский собор был закрыт, а в 1933 году — взорван.
В 1934/1935 году закрыт последний старообрядческий храм в Ленинграде. В Ленинградской области несколько храмов продолжало действовать до «Большого террора 1937—1938 гг.».
С 1950-х годов неоднократно предпринимались попытки зарегистрировать в Ленинграде старообрядческую общину. Наконец 30 сентября 1982 Исполкомом Ленгорсовета вынесено решение о регистрации «религиозного общества старообрядцев Белокриницкого согласия Ленинграда и области».
В ноябре 1982 года достигнуто устное соглашение о передаче здания бывшей церкви Александра Невского, расположенной на Кладбище Памяти жертв 9-го января — бывшем Преображенском кладбище (неподалёку от станции метро «Обухово»).
11 апреля 1983 года вынесено решение Исполкома Ленгорсовета № 211 о предоставлении помещения.
27 октября 1999 года — регистрация Тверской Православной старообрядческой общины (г. Тверь).
29 июня 2001 года — регистрация Лиговской старообрядческой общины.
14 сентября 2001 года — регистрация старообрядческой общины Великого Новгорода.
8 мая 2003 года — регистрация Громовской старообрядческой общины.
В июле 2004 года принято решение о передаче Лиговского храма.
На Освященном Соборе в Москве 19-22 октября 2004 года принято решение Клинцовско-Ржевскую епархию впредь именовать Санкт-Петербургской и Тверской.
11 января 2005 года проведено епархиальное совещание.
В октябре 2005 года Освященным Собором принято решение присоединить территорию стран Балтии к Санкт-Петербургской и Тверской епархии.
В июне 2005 года — переданы ключи от Лиговского храма.
25 июля 2007 года состоялся Епархиальный Съезд во Ржеве под председательством митрополита Московского и всея Руси Корнилия (Титова).
30 сентября 2008 года — проведён Епархиальный Съезд в Санкт-Петербурге, в здании храма Лиговской общины, под председательством митрополита Московского и всея Руси Корнилия.

## Современное положение

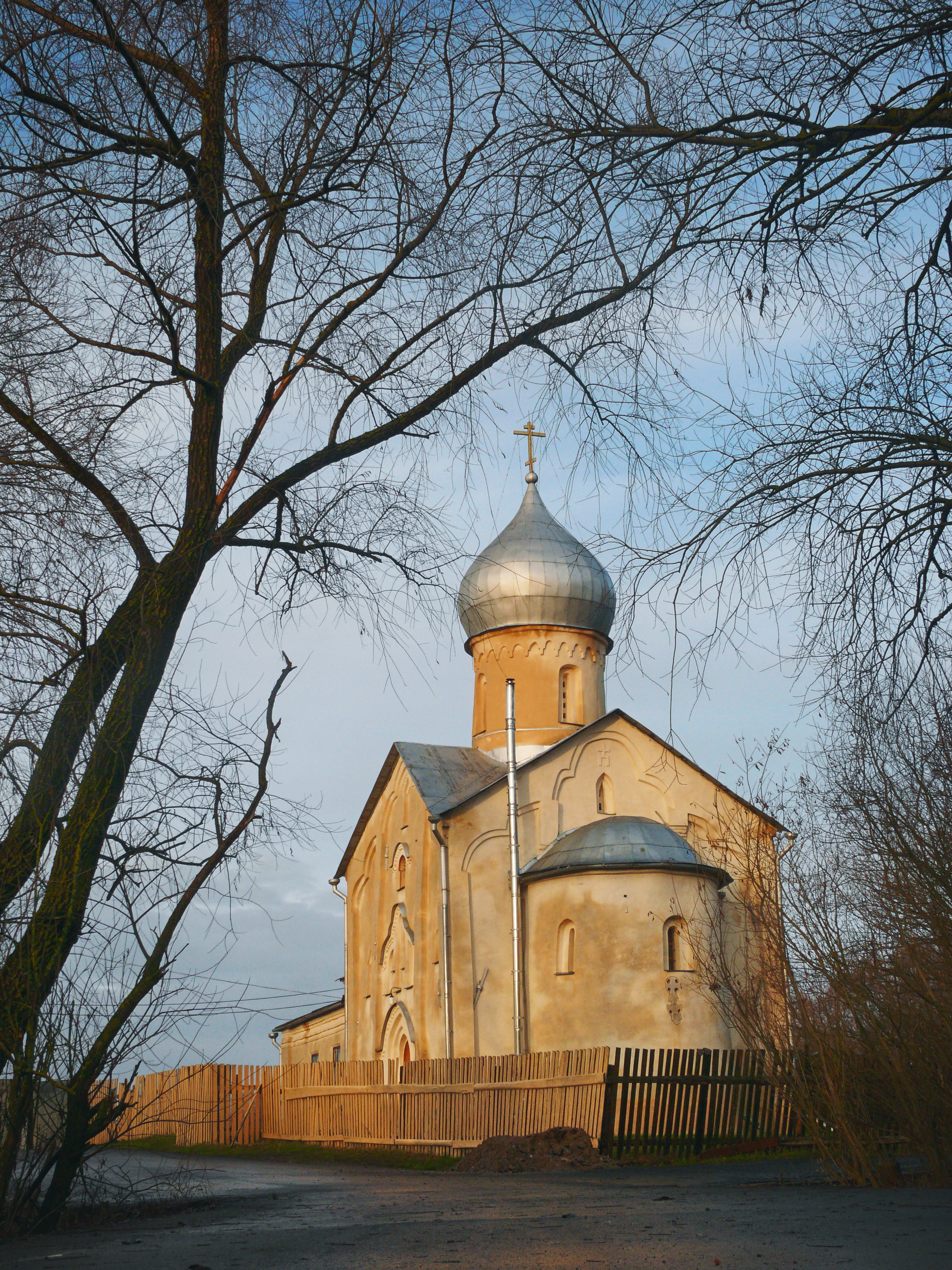
Церковь Иоанна Богослова в Великом Новгороде

- Правящий архиерей: Митрополит Корнилий Московский и всея Руси
- Кафедральный храм: Покрова Пресвятыя Богородицы (г. Санкт-Петербург)
- Адрес: 192289, г. Санкт-Петербург. Проспект Александровской Фермы, д. 20, а/я 38.
- Иконом: иерей Геннадий Чунин
- Благочинные:
  - протоиерей Евгений Чунин (приходы Тверской и Смоленской областей)
  - иерей Геннадий Чунин (приходы Ленинградской, Новгородской и Псковской областей)
  - иерей Сергий Бедный (приходы Брянской области и Беларуси)
- Епархиальные мероприятия:
  - детский православный лагерь «Ржевская обитель» (д. Маломахово Ржевского района Тверской области);
  - празднование Недели всех святых в Санкт-Петербурге
- Приходские средства массовой информации:
  - «Покровский вестник» — газета Ржевской общины
  - «Покровский листок» — приложение Покровской общины г. Ржева к газете «Ржевские новости»

## Епископы
- 9 апреля 1904 — 14 марта 1906 — Виталий (Бажанов)
- 23 июня 1907 — 25 августа 1910 — Кирил (Политов)  в/у, еп. Одесский
- 25 августа 1910 — 11 марта 1912 — Александр (Богатенко)  в/у, еп. Рязанский
- 11 марта 1912 — весна 1932[7] — Геронтий (Лакомкин)  арестован
- 21 октября 2004 — 19 октября 2005 — Амвросий (Герцог)
- 19 октября 2005 — 18 октября 2023 — Корнилий (Титов)  в/у, митр. Московский
- с 18 октября 2023 — Евфимий (Дубинов)  в/у, еп. Казанский и Вятский